# Nemotelus montanus
Nemotelus montanus är en tvåvingeart som beskrevs av James 1936. Nemotelus montanus ingår i släktet Nemotelus och familjen vapenflugor. Inga underarter finns listade i Catalogue of Life.